# Fodboldturneringen 1900-01
Fodboldturneringen 1900–01 var den 12. sæson af den danske fodboldliga Fodboldturneringen, arrangeret af Dansk Boldspil-Union. Ligaen havde deltagelse af fem hold, der spillede en dobbeltturnering alle-mod-alle. I tilfælde af uafgjort blev der spillet forlænget spilletid.
Turneringen blev vundet af B.93, som dermed vandt titlen for første gang.

## Resultater
| Nr | Hold                 | K | V | U | T | Mf |   | Mi | +/- | P  |
| -- | -------------------- | - | - | - | - | -- | - | -- | --- | -- |
| 1  | Boldklubben af 1893  | 8 | 6 | 0 | 2 | 23 | – | 11 | +12 | 12 |
| 2  | Akademisk Boldklub   | 8 | 5 | 0 | 3 | 28 | – | 19 | +9  | 10 |
| 3  | Boldklubben Frem     | 8 | 5 | 0 | 3 | 23 | – | 17 | +6  | 10 |
| 4  | Kjøbenhavns Boldklub | 8 | 3 | 0 | 5 | 15 | – | 19 | −4  | 6  |
| 5  | Østerbros Boldklub   | 8 | 1 | 0 | 7 | 9  | – | 32 | −23 | 2  |

 K: Kampe spillet, V: Vundne kampe, U: Uafgjorte kampe, T: Tabte kampe, Mf: Mål for, Mi: Mål imod, +/-: Måldifference, P: Point

 
| B.93's mesterhold |                         |
| Position          | Spiller                 |
| Målmand           | John Nielsen            |
| Forsvar           | Esben Broe              |
| Forsvar           | Christian Knauer        |
| Midtbane          | Lauritz Olsen (anfører) |
| Midtbane          | Olaf Sørensen Windinge  |
| Midtbane          | Knud V. Høyer           |
| Angreb            | Johannes Gandil         |
| Angreb            | Oscar Sørensen Windinge |
| Angreb            | Harald Hansen           |
| Angreb            | Harald Øemig            |
| Angreb            | Henry Rambusch          |
| Reserver          | Axel Hansen             |
| Reserver          | Jacob Staal             |
| Reserver          | Godtfred Strømann       |